# Golf Cup of Nations
De Golf Cup of Nations (ook wel Golf Cup) is een voetbaltoernooi dat elke 2 jaar wordt gehouden. Het is een voetbaltoernooi voor de Arabische landen rond de Perzische Golf. De Gulf Cup werd opgericht tijdens de Olympische Zomerspelen 1968 in Mexico door Bahrein, Koeweit, Saoedi-Arabië en Qatar. Het eerste toernooi vond plaats in Bahrein.

## Overzicht

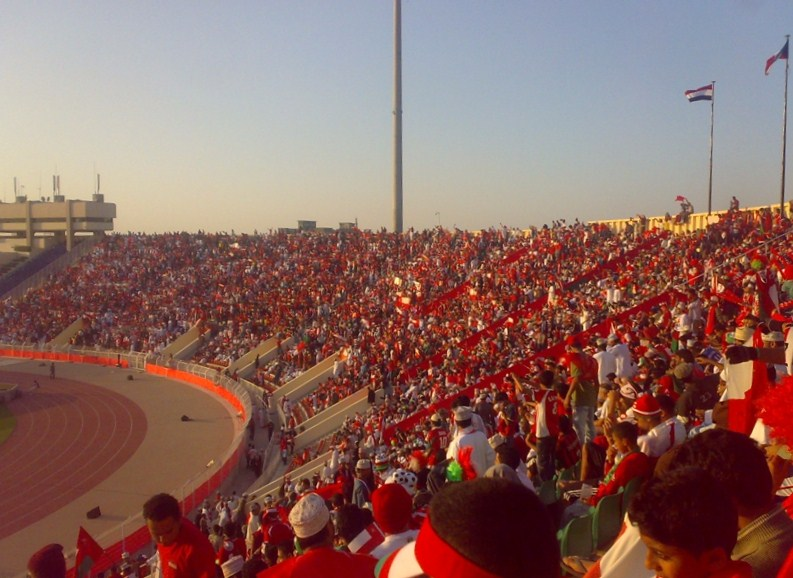
Oman, Musqat, Sultan Qaboos Sports Complex (toernooi van 2009)

| Jaar         | Gastland                     |                              | Kampioen                     | Verliezend finalist |
| ------------ | ---------------------------- | ---------------------------- | ---------------------------- | ------------------- |
| 2023 Details | Irak                         | Irak                         | Oman                         |                     |
| 2019 Details | Qatar                        | Bahrein                      | Saoedi-Arabië                |                     |
| 2017 Details | Koeweit                      | Oman                         | Verenigde Arabische Emiraten |                     |
| 2014 Details | Saoedi-Arabië                | Qatar                        | Saoedi-Arabië                |                     |
| 2013 Details | Bahrein                      | Verenigde Arabische Emiraten | Irak                         |                     |
| 2010 Details | Jemen                        | Koeweit                      | Saoedi-Arabië                |                     |
| 2009 Details | Oman                         | Oman                         | Saoedi-Arabië                |                     |
| 2007 Details | Verenigde Arabische Emiraten | Verenigde Arabische Emiraten | Oman                         |                     |
| 2004 Details | Qatar                        | Qatar                        | Oman                         |                     |
| 2003 Details | Koeweit                      | Saoedi-Arabië                | Bahrein                      |                     |
| 2002 Details | Saoedi-Arabië                | Saoedi-Arabië                | Qatar                        |                     |
| 1998 Details | Bahrein                      | Koeweit                      | Saoedi-Arabië                |                     |
| 1996 Details | Oman                         | Koeweit                      | Qatar                        |                     |
| 1994 Details | Verenigde Arabische Emiraten | Saoedi-Arabië                | Verenigde Arabische Emiraten |                     |
| 1992 Details | Qatar                        | Qatar                        | Bahrein                      |                     |
| 1990 Details | Koeweit                      | Koeweit                      | Qatar                        |                     |
| 1988 Details | Saoedi-Arabië                | Irak                         | Verenigde Arabische Emiraten |                     |
| 1986 Details | Bahrein                      | Koeweit                      | Verenigde Arabische Emiraten |                     |
| 1984 Details | Oman                         | Irak                         | Qatar                        |                     |
| 1982 Details | Verenigde Arabische Emiraten | Koeweit                      | Bahrein                      |                     |
| 1979 Details | Irak                         | Irak                         | Koeweit                      |                     |
| 1976 Details | Qatar                        | Koeweit                      | Irak                         |                     |
| 1974 Details | Koeweit                      | Koeweit                      | Saoedi-Arabië                |                     |
| 1972 Details | Saoedi-Arabië                | Koeweit                      | Saoedi-Arabië                |                     |
| 1970 Details | Bahrein                      | Koeweit                      | Bahrein                      |                     |

## Eregalerij
| Kampioenschappen (tweede) | Land                         | Toernooi(en)                                               |
| ------------------------- | ---------------------------- | ---------------------------------------------------------- |
| 10 (1)                    | Koeweit                      | 1970, 1972, 1974, 1976, 1982, 1986, 1990, 1996, 1998, 2010 |
| 3 (7)                     | Saoedi-Arabië                | 1994, 2002, 2003                                           |
| 3 (4)                     | Qatar                        | 1992, 2004, 2014                                           |
| 4 (2)                     | Irak                         | 1979, 1984, 1988, 2023                                     |
| 2 (4)                     | Verenigde Arabische Emiraten | 2007, 2013                                                 |
| 2 (3)                     | Oman                         | 2009, 2017                                                 |
| 1 (4)                     | Bahrein                      | 2019                                                       |
| 0 (0)                     | Jemen                        |                                                            |

Opmerking: Irak mocht van 1991 tot 2003 niet meedoen aan dit toernooi

## Topscorers
Update tot en met 2019
|    | Speler            | Land                         | Doelpunten |
| -- | ----------------- | ---------------------------- | ---------- |
| 1  | Jasem Yaqoub      | Koeweit                      | 18         |
| 2  | Hussein Saeed     | Irak                         | 17         |
| 2  | Majed Abdullah    | Saoedi-Arabië                | 17         |
| 4  | Jasem Al Huwaidi  | Koeweit                      | 14         |
| 4  | Faisal Al-Dakhil  | Koeweit                      | 14         |
| 6  | Mansour Muftah    | Qatar                        | 13         |
| 6  | Ali Mabkhout      | Verenigde Arabische Emiraten | 13         |
| 8  | Bader Al-Mutawa   | Koeweit                      | 12         |
| 8  | Yussef Al-Suwayed | Koeweit                      | 12         |
| 10 | Fahad Khamees     | Verenigde Arabische Emiraten | 10         |
| 10 | Mahmoud Soufi     | Qatar                        | 10         |
| 10 | Yasser Al-Qahtani | Saoedi-Arabië                | 10         |

## Resultaten
| Team          | 70 | 72 | 74 | 76 | 79 | 82 | 84 | 86 | 86 | 90 | 92 | 94 | 96 | 98 | 02 | 03 | 04 | 07  | 09  | 10  | 13 | 14 | 17  | 19  | 23  | Aantal |
| ------------- | -- | -- | -- | -- | -- | -- | -- | -- | -- | -- | -- | -- | -- | -- | -- | -- | -- | --- | --- | --- | -- | -- | --- | --- | --- | ------ |
| Bahrein       | 2e | T  | GF | 4e | 4e | 2e | GF | GF | 4e | 3e | 2e | 3e | GF | GF | GF | 2e | 3e | 1/2 | GF  | GF  | 4e | GF | 1/2 | 1e  | 1/2 | 25     |
| Irak          |    |    |    | 2e | 1e | T  | 1e | GF | 1e | T  |    |    |    |    |    |    | GF | GF  | GF  | 1/2 | 2e | GF | 1/2 | 1/2 | 1e  | 16     |
| Koeweit       | 1e | 1e | 1e | 1e | 2e | 1e | GF | 1e | GF | 1e | GF | GF | 1e | 1e | 3e | GF | 4e | GF  | 1/2 | 1e  | 3e | GF | GF  | GF  | GF  | 25     |
| Oman          |    |    | GF | GF | GF | GF | GF | GF | GF | 4e | GF | GF | GF | 4e | GF | 4e | 2e | 2e  | 1e  | GF  | GF | 4e | 1e  | GF  | 2e  | 23     |
| Qatar         | 4e | 4e | 3e | 3e | GF | GF | 2e | 4e | GF | 2e | 1e | 4e | 2e | GF | 2e | 3e | 1e | GF  | 1/2 | GF  | GF | 1e | GF  | 1/2 | 1/2 | 25     |
| Saoedi-Arabië | 3e | 2e | 2e | GF | 3e | 4e | 3e | 3e | 3e |    | 3e | 1e | 3e | 2e | 1e | 1e | GF | 1/2 | 2e  | 2e  | GF | 2e | GF  | 2e  | GF  | 24     |
| V.A.E.        |    | 3e | 4e | GF | GF | 3e | 4e | 2e | 2e | GF | 4e | 2e | 4e | 3e | GF | GF | GF | 1e  | GF  | 1/2 | 1e | 3e | 2e  | GF  | GF  | 24     |
| Jemen         |    |    |    |    |    |    |    |    |    |    |    |    |    |    |    | GF | GF | GF  | GF  | GF  | GF | GF | GF  | GF  | GF  | 10     |
| Totaal        | 4  | 5  | 6  | 7  | 7  | 7  | 7  | 7  | 7  | 6  | 6  | 6  | 6  | 6  | 6  | 7  | 8  | 8   | 8   | 8   | 8  | 8  | 8   | 8   | 8   |        |

Opmerkingen
- Irak mocht van 1991 tot 2003 niet meedoen aan het toernooi.
- Jemen en  Bahrein hebben het toernooi nog nooit gewonnen.
- Bahrein en  Saoedi-Arabië deelden de tweede plek in 1992.
- Er was geen derde plek in 2007, 2009, 2010, 2017, 2019 en 2023.

|     | Legenda        |
| --- | -------------- |
| 1e  | Kampioen       |
| 2e  | Tweede         |
| 3e  | Derde          |
| 4e  | Vierde         |
| 1/2 | Halve finale   |
| GF  | Groepsfase     |
| q   | Gekwalificeerd |
| T   | Teruggetrokken |
|     | Deed niet mee  |